# SFRS11
El factor de empalme, rico en arginina / serina 11 es una proteína que en los seres humanos está codificada por el gen SFRS11 .
Este gen codifica una proteína nuclear de 54 kD que contiene una región rica en arginina / serina similar a los segmentos que se encuentran en los factores de corte y empalme de pre-ARNm. Aunque aún no se conoce la función de esta proteína, los datos de estructura e inmunolocalización sugieren que puede desempeñar un papel en el procesamiento del pre-mRNA.

## Interacciones
Se ha demostrado que SFRS11 interactúa con U2AF2 .